# Adetus consors
Adetus consors är en skalbaggsart som beskrevs av Bates 1885. Adetus consors ingår i släktet Adetus och familjen långhorningar.
Artens utbredningsområde är:
- Guatemala.
- Panama.
- Venezuela.

Inga underarter finns listade i Catalogue of Life.